# Puigbò (Mura)
El Puigbò és una muntanya de 773 metres que es troba al municipi de Mura, a la comarca catalana del Bages.